# Johann II xứ Liechtenstein
Johann II xứ Leichtenstein (Johann Maria Franz Placidus; 5 tháng 10 năm 1840 - 11 tháng 2 năm 1929), biệt danh là Johann Người tốt (tiếng Đức: Johann II. Der Gute), là Thân vương xứ Liechtenstein từ ngày 12 tháng 11 năm 1858 cho đến khi ông qua đời năm 1929. Triều đại của ông kéo dài trong 70 năm 91 ngày, và là vị quân chủ trị vì lâu thứ 3 trong lịch sử châu Âu, chỉ xếp sau Louis XIV của Pháp và Elizabeth II của Liên hiệp Anh và xếp thứ tư thế giới sau Vua Louis XIV, Nữ vương Elizabeth II, và Vua Bhumibol Adulyadej của Thái Lan.
Dưới thời trị vì của Johann II, Liechtenstein đã có bản hiến pháp đầu tiên của mình, chính vị thân vương này cũng đã trao nhiều quyền hơn cho chính phủ và đưa đất nước nhỏ bé này trở thành một nền quân chủ lập hiến. Không lâu sau khi Liechtenstein rời khỏi Bang liên Đức, Johann II đã cho bãi bỏ quân đội, vì xem đây là một điều không cần thiết cho một quốc gia trung lập, vì nó ngốn một khoản tài chính của người dân.

## Cuộc sống đầu đời
Johann II là con trai cả của Aloys II xứ Liechtenstein và Franziska Kinsky xứ Wchinitz và Tettau. Ông lên ngôi ngay sau sinh nhật thứ 18 của mình. Cho đến ngày 9 tháng 5 năm 2022, Johann vẫn là vị quân chủ xếp thứ 2 cho kỷ lục trị vì lâu nhất lịch sử châu Âu cho đến khi Elizabeth II đã thay thế vị trí này. Mặc dù mẹ của ông giữ vai trò nhiếp chính từ ngày 10 tháng 2 năm 1859 đến tháng 11 năm 1860, bà không phải là một nhiếp chính được bổ nhiệm để hỗ trợ một ấu chúa, vì nhà cai trị đã 18 tuổi. Johann để mẹ nhiếp chính chỉ vì ông muốn học xong trước khi chính tức bắt đầu điều hành đất nước.

## Luật pháp và cải cách
Năm 1862, Johann II là nhà cai trị đầu tiên ban hành hiến pháp cho Liechtenstein. Sau Chiến tranh thế giới thứ nhất, Johann II ban hành hiến pháp mới vào năm 1921. Nó trao các quyền chính trị đáng kể cho những người Liechtenstei thông thường và đưa thân vương quốc trở thành chế độ quân chủ lập hiến. Bảng Hiến pháp vẫn tồn tại đến tận ngày nay, nhưng với những sửa đổi, đáng chú ý nhất là vào năm 2003.
Liechtenstein rời Bang liên Đức vào năm 1866. Không lâu sau đó, Quân đội Liechtenstein bị bãi bỏ vì nó được coi là một khoản chi phí không cần thiết.

## Đối ngoại
Johann II đã phần nào hạ nhiệt mối quan hệ với đồng minh truyền thống của Liechtenstein, là Áo-Hungary và các quốc gia kế nhiệm, để thiết lập quan hệ chặt chẽ hơn với Thụy Sĩ, đặc biệt là sau Thế chiến I. Liechtenstein trung lập trong chiến tranh, điều này đã phá vỡ liên minh của Liechtenstein với Áo-Hungary và dẫn đến gia nhập một liên minh thuế quan với Thụy Sĩ. Năm 1924, vào cuối triều đại của Johann, đồng franc Thụy Sĩ trở thành đơn vị tiền tệ chính thức của Liechtenstein.

## Nhà bảo trợ nghệ thuật

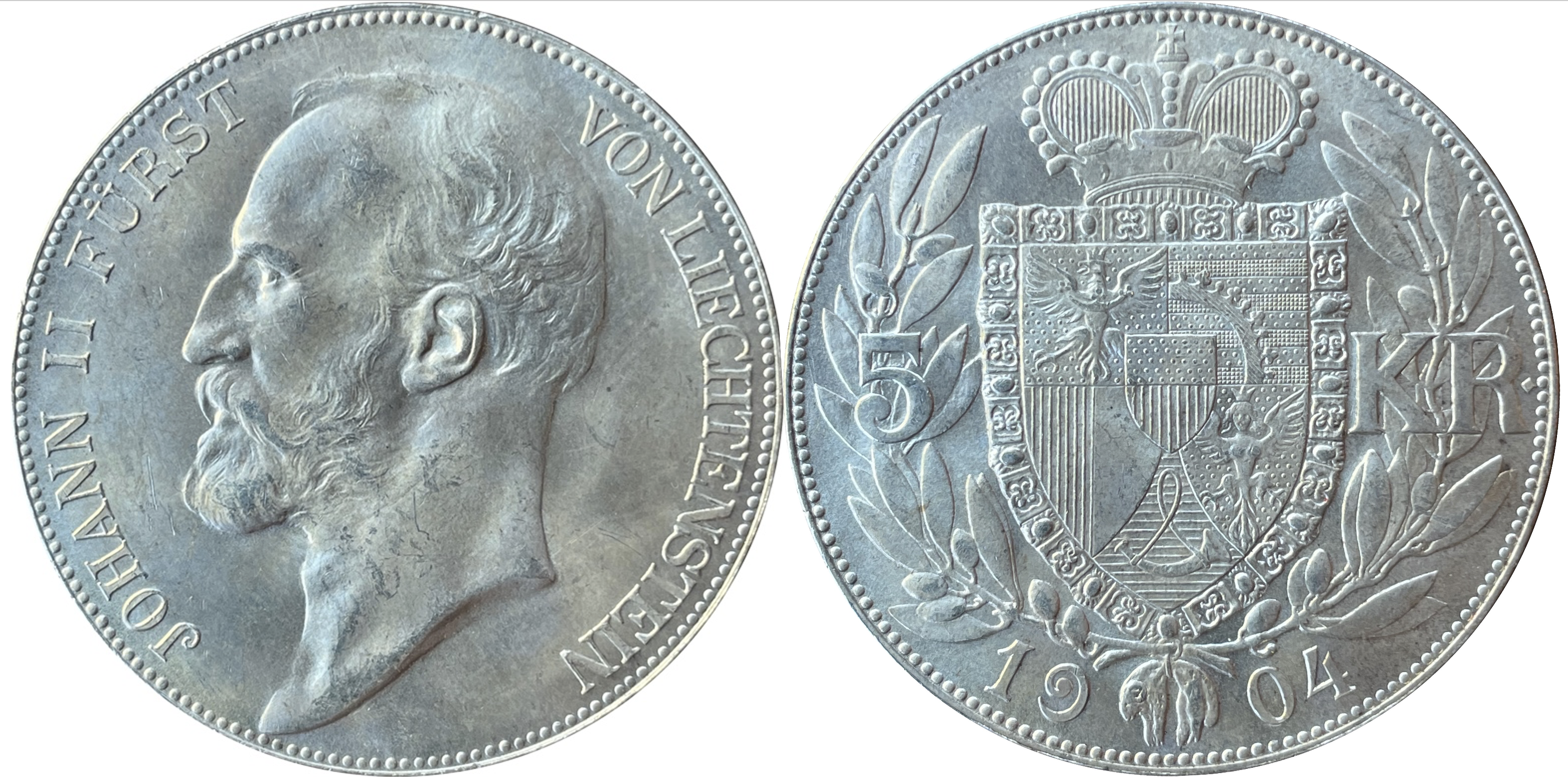
Xu bạc: 5 kronen của Liechtenstein, phát hành năm 1904, với mặt trước là chân dung của Thân vương Johann II

Johann II đã thêm nhiều mẫu vật vào Bộ sưu tập Thân vương Liechtenstein. Mặc dù được coi là người bảo trợ nổi bật cho nghệ thuật và khoa học trong suốt thời gian trị vì lâu dài của mình, Johann II cũng được coi là người khá khó tính và không tham gia vào các sự kiện xã hội. Ông chưa bao giờ kết hôn hay có con, giống như một số thành viên khác trong gia đình hoàng gia.
Giữa năm 1905 và năm 1920, Schloss Vaduz đã được cải tạo và mở rộng. Thân vương Johann II không sống trong lâu đài hoặc thậm chí ở Liechtenstein, nhưng những người kế vị của ông đã biến lâu đài trở thành nơi ở riêng vào năm 1938.
Sau khi ông qua đời vào năm 1929, Johann II được kế vị bởi em trai là Franz I.

## Tước hiệu đầy đủ
Tước hiệu đầy đủ của Johann II là:
- Thân vương Liechtenstein
- Công tước xứ Opava và Jägerndorf
- Bá tước xứ Rietberg

Kể từ khi hoàng gia trao tước hiệu vào ngày 3 tháng 6 năm 1760, tất cả các thành viên trong gia đình đều được nhận phong cách "Serene Highness". Kể từ năm 1862, Johann II là Hiệp sĩ thứ 974 của Huân chương Lông cừu vàng, thuộc chi nhánh Áo.

## Vinh danh
- Huân chương Thập giá lớn Hoàng gia Guelphic, 1860 (Vương quốc Hannover)[7]
- Hiệp sĩ Lông cừu Vàng, 1862 (Đế quốc Áo)[8]
- Thập giá lớn của Thánh Stephen, 1896 (Áo-Hung)[9]
- Hiệp sĩ Thánh Hubert, 1882 (Vương quốc Bayern)[10]
- Bailiff Grand Cross of Honour and Devotion (Dòng Chiến sĩ Toàn quyền Malta)[11]